# Udenoceroides gertrudae
Udenoceroides gertrudae är en tvåvingeart som beskrevs av Trojan 1994. Udenoceroides gertrudae ingår i släktet Udenoceroides och familjen bromsar. Inga underarter finns listade i Catalogue of Life.